# فورنوي (ساموس)
فورنوي (Φούρνοι) هي مدينة في ساموس في اليونان.